# Janzur
Janzur (em árabe: جنزور‎) é uma localidade da Líbia, situada no distrito de Zauia. Entre 1983 e 1987, foi capital do distrito de Janzur.